# ʿĀʾisha al-Ḥorra
ʿĀʾisha bint Muhammad al-Ḥorra, chiamata dai castigliani Aixa o La Horra (lett. la libera), talvolta chiamata anche Fátima (in arabo عائشة الحرة‎?; ... – Fès, ...; fl. XV secolo), è stata una sovrana araba della dinastia nasride, moglie del ventunesimo sultano di Granada Abu l-Hasan 'Ali e madre dell'ultimo sovrano di Al-Andalus, Muhammad XII noto anche come Boabdil.
È una delle donne più celebri nella storia di Al-Andalus, nonostante la scarsa documentazione sulla sua vita e le controversie sul suo vero nome.

## Biografia
Non è certo se ʿĀʾisha fosse figlia di Muhammad IX di Granada El Zurdo ("il mancino") o di Muhammad X di Granada El Cojo ("lo zoppo"). In ogni caso, faceva parte della dinastia reale di Granada ai massimi livelli e in quanto tale doveva disporre di un patrimonio personale considerevole, che spiegherebbe anche la sua influenza pubblica. Secondo un documento ritrovato dallo storico spagnolo Luís Seco de Lucena Escalada, il 3 ottobre 1492 avrebbe ricevuto dal cavaliere cristiano Don Luís de Valdivia 2500 reali d'argento per la vendita di alcune sue proprietà agricole che in seguito sarebbero divenute proprietà dei Re Cattolici. Nella città di Granada, possedeva il palazzo di Dār al-Ḥorra e il vicino Alcázar del Genil che era la sua residenza di riposo.
Sposò in prime nozze Muhammad XI di Granada detto El Chiquito, deposto nel 1455 e poi fatto giustiziare nel 1462 da Saʿd al-Mustaʿīn, il quale una volta vedova la concedette in sposa al figlio Abu l-Hasan 'Ali El Viejo ("il vecchio") chiamato dai castigliani Mulay Hacén, allo scopo di riconciliare le diverse fazioni granadine. Nei ventuno anni successivi 'Ā'isha fu quindi sultana e moglie del sultano e dall'unione nacquero tre figli: due maschi, Mohammed XII az-Zughbî (El Chico più noto come Boabdil) e Abū al-Hajjāj Yūsuf, e una femmina, anch'essa di nome ʿĀʾisha. 
Il sultano però si innamorò di una schiava cristiana convertita all'Islam, Isabel de Solís, che prese il nome di Sōraya e ne divenne la sposa nonché madre di due figli. Abu l-Hasan 'Ali ripudiò quindi ʿĀʾisha, espellendola dall'Alhambra e relegandola nel palazzo di Dār al-Ḥorra.
Nel luglio del 1482, i castigliani si insediarono in una piccola vallata coltivata ad oliveto tra le colline ai piedi della fortezza nasride di Loja, difesa da uno dei migliori comandanti del sultanato di Granada, 'Alī al-Attar. Quest'ultimo, approfittando di una negligenza da parte degli invasori, attaccò direttamente l'accampamento castigliano con un gruppo di fanteria e di cavalieri, impadronendosi di armi e cannoni e di altro materiale bellico d'assedio. La lotta per garantire la successione ai propri figli e il rancore verso il sultano spinsero ʿĀʾisha a prendere parte a una cospirazione insieme alla fazione aristocratica degli Abencerrages per detronizzare Abu l-Hasan 'Ali e insediare al suo posto Boabdil. Il 14 luglio 1482 l'esercito castigliano si ritirò e il giorno stesso giunse da Granada la notizia dell'evasione dall'Alhambra di Boabdil e del fratello Yūsuf, favorita da ʿĀʾisha. I principi ribelli si recarono quindi a Guadix dove Boabdil venne proclamato come nuovo sultano.
Quando nel 1483 Boabdil fu fatto prigioniero dai cristiani nella battaglia di Lucena, ʿĀʾisha intervenne nuovamente con tenacia e fermezza negoziandone la liberazione.. 
Non ci sono molte notizie sugli anni successivi della sua vita. Sicuramente continuò a prendere parte agli avvenimenti convulsi e decisivi che si stavano svolgendo a Granada, come la lotta per il trono contro il cognato al-Zaghal che riuscì a detronizzare temporaneamente Boabdil divenendo sultano col nome di Muhammad XIII di Granada tra il 1485 e il 1487. ʿĀʾisha viene considerata anche l'anima della resistenza all'accerchiamento di Granada da parte dell'esercito cristiano. Quando la città si arrese ai Re Cattolici il 2 gennaio 1492, ʿĀʾisha e i figli andarono in esilio, prima presso il signore di Andarax, nell'Alpujarra, per poi partire nell'ottobre 1493 alla volta di Fès, in Marocco, dove terminò i suoi giorni.
Donna energica e dal carattere forte, l'immagine che ne viene descritta dalle fonti castigliane è quella di una persona dal carattere passionale e la sua vita tormentata è stata usata come soggetto letterario. Fu una donna capace di prendere decisioni importanti che influenzarono il corso politico del regno per assicurare ai figli la successione sul trono della Granada nasride, con una fermezza poco comune per una donna del XV secolo che la letteratura romantica ha poi rappresentato come dramma passionale e storia di vendetta.

## Le leggende

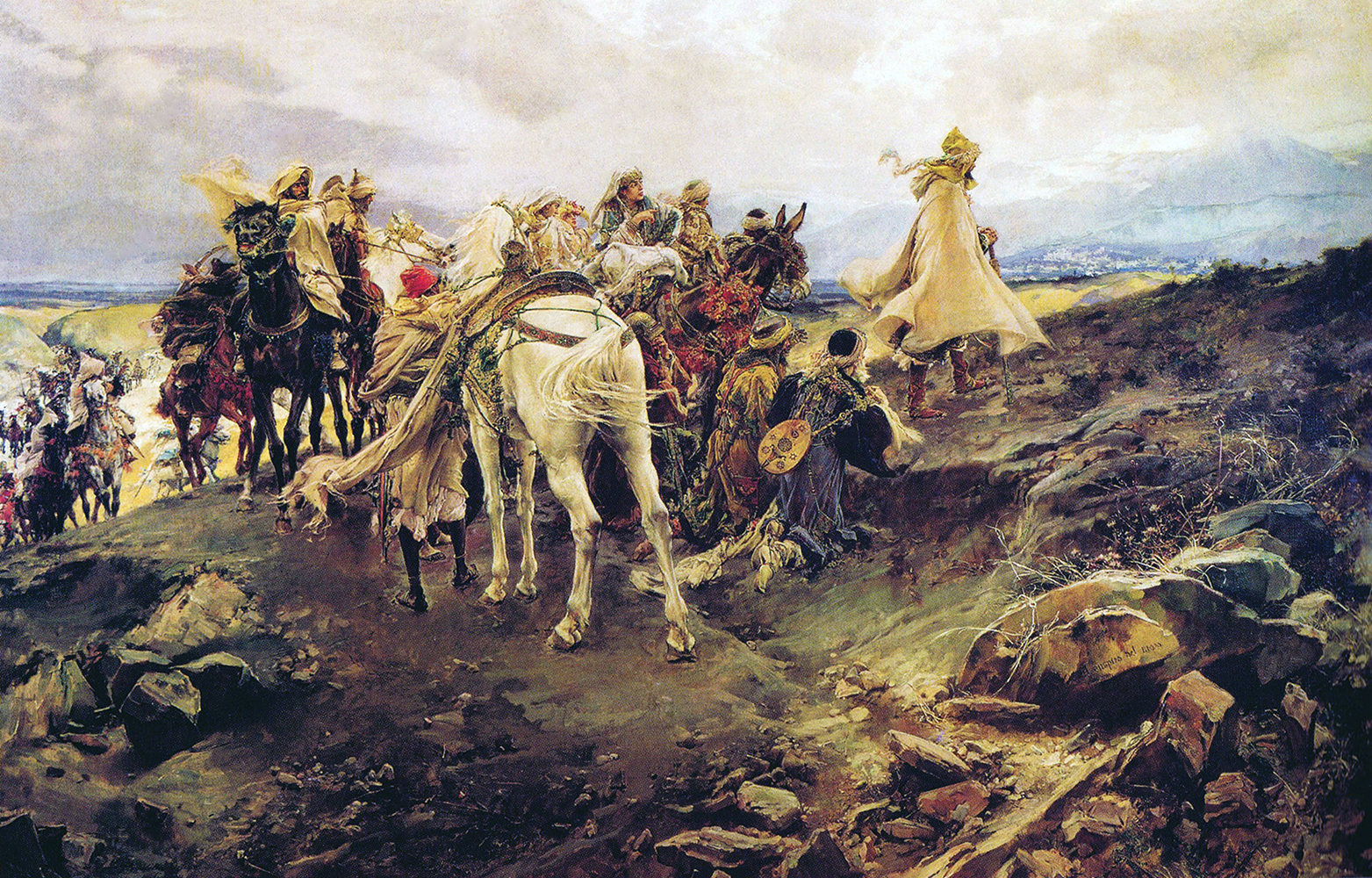
Il sospiro del moro, dipinto di Francisco Pradilla

Nella memoria popolare spagnola, ʿĀʾisha è divenuta un'eroina romantica della Reconquista per il suo ruolo negli avvenimenti che portarono alla perdita del regno. Il suo nome è quindi associato molto frequentemente a quello di Granada.
Secondo la tradizione popolare, dopo la resa di Granada, avrebbe ripreso severamente il figlio Boabdil che, voltatosi dall'alto del colle Suspiro del Moro per un ultimo sguardo alla sua capitale perduta, si mise a piangere di nostalgia, dicendogli: 
(ʿĀʾisha al-Ḥorra)